# The Darkest Star
The Darkest Star è un singolo del gruppo musicale britannico Depeche Mode, pubblicato il 10 aprile 2006 come quarto estratto dall'undicesimo album in studio Playing the Angel.

## Tracce
1. The Darkest Star (Holden Remix) – 7:47
2. The Darkest Star (Holden Dub) – 7:56

## Formazione
Hanno partecipato alle registrazioni, secondo le note di copertina di Playing the Angel:
Gruppo
- Andy Fletcher – strumentazione
- Dave Gahan – voce principale
- Martin Gore – strumentazione, voce

Altri musicisti
- Dave McCracken – programmazione
- Richard Morris – programmazione

Produzione
- Ben Hillier – produzione, ingegnere del suono, missaggio
- Steve Fitzmaurice – missaggio
- Nick Sevilla – assistenza alla registrazione (Sound Design)
- Arjun Agerwala – assistenza alla registrazione (Stratosphere Sound)
- Rudyard Lee Curris – assistenza alla registrazione (Stratosphere Sound)
- Devin Workman – assistenza alla registrazione e al missaggio (Whitfield Street Studios)
- Kt Rangnick – assistenza alla registrazione e al missaggio (Whitfield Street Studios)
- Emily Lazar – mastering
- Sarah Register – assistenza al mastering
- Anton Corbijn – direzione artistica, fotografia, copertina
- Four5one.com – design